# 김영일 (프로게이머)
김영일 (1994년 8월 15일~ )은 대한민국의 전직 스타크래프트 II 프로게이머이다. 주 종족은 테란이다. 아이디는 Hack을 사용중이다.
ZeNEX 소속으로 활동하였으며 이후 스타테일로 이적하였다.
2015년 4월 28일 스타테일의 네이밍 스폰서 후원 계약 체결로 인하여 스베누 소속이 되었다.
2015년 12월 1일 스베누와 결별, 무소속 신분이 되었다.
2016년 1월 4일부로 은퇴하였다.

## 수상 경력
- 2010년 Sony Ericsson GSL 오픈 시즌 3 64강
- 2011년 펩시 GSL Aug. 코드 A 32강
- 2012년 2012 HOT6 GSL Season 2 코드 A 32강
- 2012년 2012 무슈제이 GSL Season 3 승강전/코드 A 24강
- 2012년 WCG 2012 국가대표 선발전 16강
- 2012년 TeamLiquid StarLeague Season 4 8강
- 2012년 2012 HOT6 GSL Season 4 승강전/코드 A 24강
- 2012년 배틀넷 월드 챔피언쉽 시리즈 SC2 2012 한국대표 선발전 24강
- 2012년 2012 HOT6 GSL Season 5 승강전/코드 S 16강/코드 A 12강
- 2013년 2013 HOT6 GSL Season 1 코드 S 32강/코드 A 48강
- 2013년 2013 WCS Korea Season 1 챌린저리그 48강
- 2013년 2013 WCS 아메리카 시즌 2 챌린저리그 24강
- 2013년 IEM Season VIII - New York 16강
- 2013년 2013 WCS 아메리카 시즌 3 프리미어리그 6강 (2013 WCS 시즌 3 파이널 진출)
- 2013년 2013 WCS 시즌 3 파이널 16강
- 2013년 IEM Season VIII - Singapore 8강
- 2014년 2014 WCS 코리아 시즌 1 핫식스 글로벌 스타크래프트 II 리그 코드 A 48강
- 2014년 WECG 2014 한국대표선발전 스타크래프트 ll 부문 16강
- 2015년 2015 글로벌 스타크래프트 II 리그 시즌 1 코드 S 32강
- 2015년 2015 스베누 글로벌 스타크래프트 II 리그 시즌 2 코드 A 48강
- 2015년 2015 Kung Fu Cup Season 1 16강
- 2015년 2015 핫식스 글로벌 스타크래프트 II 리그 시즌 3 코드 S 32강